# Solsangen
Solsangen eller Skabningernes lovsang, ofte blot kaldt Solsangen på dansk, er digtet af Frans af Assisi (1182-
1226). Den indgår i Den Danske Salmebog 
Solsangen er blevet til over længere tid. Således er den første del af Solsangen blev digtet,
da Frans opholdt sig i et enebo, der siden er blevet et lille kloster ved navn La Foresta nær Rieti,
mens de sidste strofer om broder Død først er digtet, da Frans lå meget syg i San Damiano uden
for Assisi.
Når alt kaldes broder eller søster, er det udtryk for, at alt er skabt af Gud, der er vor fælles
Fader. Af samme grund har selv naturen krav på respekt og hensyn. På Frans’ tid var det ellers
ikke det almindelige syn på naturen.
På Frans’ tid var latin det sprog, man sædvanligvis skrev på. Frans kunne godt have digtet
Solsangen på latin - måske med lidt hjælp af sin nære ven, frater Leo, men han valgte det talte
sprog, en tidlig udgave af italiensk. Af samme grund er digtet også sproghistorisk interessant, for
det er viser et trin i udviklingen fra latin til italiensk.
Når noget kaldes søster og andet broder, skyldes det, at substantiver, der er femininum på
latin / italiensk, selvfølgelig kaldes søster, mens ord i maskulinum kaldes broder. Brugen af
neutrum kendes ikke på italiensk - eller fransk og spansk - , for neutrumsord blev allerede i
senantikken slået sammen med maskulinum.
I kilden er den italienske tekst gengivet efter Opuscula Sancti Patris Francisci Assisiensis, denuo edidit
iuxta codices mss. Caietanus Esser O.F.M., Grottaferrata 1978. Den danske oversættelse bygger
på Johannes Jørgensens oversættelse i: Den hellige Frans af Assisi, Katolsk Forlag 1976.
Pave Frans brugte Laudato Si' som titel til sin klimadebatbog eller encyklika af samme navn fra 2015.

## Tekst og oversættelse
| Original i umbriske dialekt: Altissimu, onnipotente bon Signore, Tue so le laude, la gloria e l'honore et onne benedictione. Ad Te solo, Altissimo, se konfano, et nullu homo ène dignu te mentouare. Laudato sie, mi Signore cum tucte le Tue creature, spetialmente messor lo frate Sole, lo qual è iorno, et allumini noi per lui. Et ellu è bellu e radiante cum grande splendore: de Te, Altissimo, porta significatione. Laudato si, mi Signore, per sora Luna e le stelle: in celu l'ài formate clarite et pretiose et belle. Laudato si, mi Signore, per frate Uento et per aere et nubilo et sereno et onne tempo, per lo quale, a le Tue creature dài sustentamento. Laudato si, mi Signore, per sor'Acqua, la quale è multo utile et humile et pretiosa et casta. Laudato si, mi Signore, per frate Focu, per lo quale ennallumini la nocte: ed ello è bello et iucundo et robustoso et forte. Laudato si, mi Signore, per sora nostra matre Terra, la quale ne sustenta et gouerna, et produce diuersi fructi con coloriti fior et herba. Laudato si, mi Signore, per quelli ke perdonano per lo Tuo amore et sostengono infirmitate et tribulatione. Beati quelli ke 'l sosterranno in pace, ka da Te, Altissimo, sirano incoronati. Laudato si mi Signore, per sora nostra Morte corporale, da la quale nullu homo uiuente pò skappare: guai a quelli ke morrano ne le peccata mortali; beati quelli ke trouarà ne le Tue sanctissime uoluntati, ka la morte secunda no 'l farrà male. Laudate et benedicete mi Signore et rengratiate e seruiteli cum grande humilitate. Noter: so (umbrisk) =sono (italiensk), si=sii (du er), mi=mio, ka=perché, u erstatter v, sirano=saranno | Dansk oversættelse: Allerhøjeste, almægige, gode Herre, Din er al lov, pris og ære og al velsignelse. Dig alene, Allerhøjeste, tilkommer de, og intet menneske er værdigt at nævne Dit navn. Lovet være Du, min herre, med alle Dine skabninger, især hr. broder sol, som er dagen, og ved ham giver Du os lys. Og han er smuk og strålende med stor glans. På Dig, Allerhøjeste, er han et billede. Lovet være Du, min Herre, gennem søster måne og stjernerne. På himlen har Du skabt dem, klare og kostelige og smukke. Lovet være Du, min Herre, gennem broder vind og gennem luften og skyerne og godt vejr og al slags vejr, hvorved Du opholder Dine skabninger. Lovet være Du, min Herre, gennem søster vand, som er såre nyttig og ydmyg og kostelig og kysk. Lovet være Du, min Herre, gennem broder ild, ved hvem, Du oplyser natten; og han er smuk og munter og kraftig og stærk. Lovet være Du, min Herre, gennem vor søster moder jord, som opretholder og nærer os og frembringer alskens frugter med farvede blomster og græs. Lovet være Du, min Herre, gennem vor søster, den legemlige død, som ingen levende kan undslippe. Ve dem, som dør i dødssynd. Salige er de, som døden finder indesluttet i Din allerhelligste vilje, for den anden død kan ikke gøre dem noget ondt. Lov og pris min Herre og tak ham og tjen ham i stor ydmyghed. |